# Lakeside School

Kampus uczelni

Lakeside School – średnia szkoła w Seattle w stanie Waszyngton. Powstała z inicjatywy Franka Morana w 1914 jako Moran Shool. W 1919 została przeniesiona do miasteczka Denny-Blaine nieopodal Seattle i zmieniła nazwę na Lakeside Day School for Younger Boys'. W 1971 została przeniesiona na przedmieścia, gdzie znajduje się obecnie. Po ostatniej relokacji szkoła stała się koedukacyjna.

## Znani absolwenci
- Wilber B. Huston (rocznik 1929) – wieloletni pracownik naukowy NASA
- Bill Gates i Paul Allen (rocznik 1973) – założyciele firmy Microsoft
- Hal Foster – krytyk teatralny
- Craig McCaw – miliarder i założyciel firmy McCaw Cellular (kupione przez AT&T) i Clearwire Corporation
- Charles Pigott – CEO firmy PACCAR od 1967–1996
- Adam West – aktor amerykański znany z roli Batmana w oryginalnym serialu
- Dr. Frederic Moll – założyciel firm Intuitive Surgical, Hansen Medical i Mako Surgical
- Christopher Miller – amerykański reżyser, scenarzysta i producent filmowy, znany między innymi z serialu Jak poznałem waszą matkę i filmów Cloudy with a Chance of Meatballs, Lego: Przygoda, Han Solo: Gwiezdne wojny – historie, The Flash